# Hans Föllmer
Hans Föllmer (Heilbad Heiligenstadt, Turíngia, 20 de maio de 1941) é um matemático alemão. É atualmente professor emérito da Universidade Humboldt de Berlim e professor da cátedra Andrew Dickson White na Universidade Cornell. Recebeu a Medalha Cantor de 2006.
Foi palestrante convidado do Congresso Internacional de Matemáticos em Zurique (1994: Probabilistic methods in finance).

## Obras
- com Alexander Schied: Stochastic Finance – an introduction in discrete time, de Gruyter (Studies in Mathematics 27), 2002, 2. Edição 2004 (também traduzido em russo), ISBN 3-11-017119-8